# QSC
كيو اس سي (QSC) هي شركة أمريكية لتصنيع المنتجات الصوتية، ويشمل ذلك مضخمات الطاقة ومكبرات الصوت والخلاطات الرقمية ومعالجات الإشارات الرقمية، بالإضافة إلى نظام الصوت والفيديو والتحكم المتصل بشبكة Q-Sys. يتم استخدام منتجات QSC من قبل العملاء المحترفين المثبتين والمحملين والإنتاج والشركات والسينما في جميع أنحاء العالم.

## تاريخ
تأسست الشركة في عام 1968 من قبل باتريك هاو كويلتر، الذي يشغل منصب رئيس مجلس الإدارة. كان كويلتر آنذاك طالب هندسة مهتمًا جدًا بالإلكترونيات والموسيقى. في عام 1967، علِم كويلتر أن عازف الباص في فرقة أخيه في المدرسة الثانوية كان يبحث عن مكبر صوت جهير قليل التكلفة، عندما علم كويلتر أن ميزانيته كانت 250.00 دولارًا، قال «ربما بإستطاعتي أن اصنع لك شيئا مقابل هذا القدر من المال»، مما أدى إلى صناعة أول أمبير QSC.
مع وجود العديد من الأصدقاء والمعارف الموسيقيين الذين يبحثون عن كويلتر لعمل مكبرات للجيتار، ترك كويلتر المدرسة لبدء شركته بدعم مادي من عائلته وأصدقائه.
في بداية الأمر كانت الشركة تمثل واجهة متجر في كوستا ميسا، كاليفورنيا، وهي عبارة عن مجموعة من عمليات التصنيع والتجزئة تحت سقف واحد. تم تصنيع مكبرات الصوت في الخلف وبيعها من الأمام. كان الموظفون الأوائل في الغالب أصدقاء يساعدون بعضهم البعض.  حملت مكبرات صوت الجيتار عند بداية تصنيعها أسماء مثل: Duck Amp و Quilter Sound Thing. اعتمدت الشركة اسم Quilter Sound Company ، والذي تم اختصاره إلى "QSC" وكان يُعرف باسم QSC Audio Products، Inc. لسنوات عديدة، بعد ذلك تم تغيير اسم الشركة رسميًا إلى QSC، LLC في عام 2015.

## توسع
بعد مرور عدة اعوام، تفوق قسم مضخم الطاقة الإحترافي في الشركة على إنتاج مضخمات الجيتار، وفي الوقت ذاته، طورت الشركة المزيد من قنوات البيع التقليدية في متاجر بيع الموسيقى بالتجزئة والمتاجر الصوتية الاحترافية، كما بدأت الشركة في العمل مع موزعي التصدير.
عند مطلع الثمانينات، تابع كويلتر اهتمامه بطرق أكثر كفاءة كهربائيًا لتضخيم الطاقة من خلال تحسين تقنية الفئة G (ولاحقًا، الفئة H) باعتبارها امتدادًا للفئة AB ، في المقام الأول للنماذج عالية الطاقة.
عند مطلع التسعينيات، نوعت الشركة مضخمات الطاقة لديها من خلال تطوير أنظمة صوت الشبكة للتحكم عن بعد ومراقبة أنظمة مكبر الصوت. أطلقت الشركة على نظامها QSControl (يُنطق بعبارة "Q's Control").
حصلت الشركة على ترخيص MediaLink لتكنولوجيا الشبكات، التي طورتها شركة Lone Wolf Corp لأنظمة الصوت الاحترافية، ومع ذلك، لم يُثبت ترخيص MediaLink أنه قوي بما فيه الكفاية لمستخدمي الصوت المحترفين. بحلول منتصف التسعينيات، تخلت الشركة عن MediaLink لصالح الشبكات القائمة على Ethernet ، التي أصبحت أكثر انتشاراً وفي متناول الجميع، في الوقت ذاته تقريبًا، قامت الشركة بترخيص تقنية CobraNet من Peak Audio بهدف تطوير منتجات بإمكانها توزيع قنوات متعددة من الإشارات الصوتية في المجال الرقمي من خلال وسائط Fast Ethernet الشائعة.
في أواخر التسعينيات، أنشأت الشركة مجموعة بحث وتطوير لمكبرات الصوت داخل قسم الهندسة التابع لها، وفي غضون عامين، طرحت شركة QSC أنظمة مكبرات الصوت الخاصة بها للبيع، إذ تعتبر في الوقت الحالي، مورد رئيسي لأنظمة مكبرات الصوت الإحترافية.

## تعرف
صنفت شركة كأحد «أفضل أماكن العمل» في المقاطعة في أعوام 2010 و 2011 و 2012 و 2014 و 2015. احتلت الشركة المرتبة السابعة من بين 20 شركة متوسطة الحجم، من مجموع 85 شركة.

## معامل اللحاف
تقاعد باتريك كويلتر من الشركة في عام 2011، ثم بدأ مشروعًا آخر باسم Quilter Labs ، لبيع «مكبرات صوت محمولة عالية الطاقة للجيتار» باستخدام تقنية مضخمات الصوت من الفئة D .

## روابط خارجية
- الموقع الرسمي
- Pat Quilter NAMM Oral History Interview (2015)
- John Andrews NAMM Oral History Interview (2015)
- Barry Andrews NAMM Oral History Interview (2015)
- Joe Pham NAMM Oral History Interview (2017)